# Yadgar
Die persischsprachige Zeitschrift Yadgar (persisch یادگار, DMG Yādgār, ‚„Andenken“/„Denkmal“‘) erschien von 1944 bis 1949 in insgesamt 50 Ausgaben in Teheran. Ihr Herausgeber war Abbas Iqbal (1896–1955), ein persischer Historiker und Nationalist. Inhaltlich spezialisierte sich die Zeitschrift auf literarische und vor allem historische Forschungen über den Iran.